# Coubon
Coubon – miejscowość i gmina we Francji, w regionie Owernia-Rodan-Alpy, w departamencie Górna Loara.
Według danych na rok 1990 gminę zamieszkiwały 2562 osoby, a gęstość zaludnienia wynosiła 113 osób/km² (wśród 1310 gmin Owernii Coubon plasuje się na 83. miejscu pod względem liczby ludności, natomiast pod względem powierzchni na miejscu 374.).
W Coubon urodził się biskup Port Vila Louis-Jean-Baptiste-Joseph Julliard SM.